# Erich Knabe
Erich Karl Knabe (* 21. Mai 1882 in Böhrigen; † 24. April 1940 in Moritzburg) war ein deutscher evangelisch-lutherischer Geistlicher.

## Leben
Knabes Mutter war eine Tochter des Textilfabrikanten und kurzzeitigen Landtagsabgeordneten Friedrich Gottlob Lehmann, in dessen Haus Knabe geboren wurde und seine Kindheit verbrachte. Nach dem 1902 am Leipziger König-Albert-Gymnasium abgelegten Abitur studierte er bis 1906 Evangelische Theologie in Tübingen, Leipzig und Besançon. 1908 legte er das zweite theologische Examen ab und trat eine Stelle als Hilfsgeistlicher in Leipzig-Gohlis an. Seine erste Pfarrstelle erhielt er 1910 in Wendischrottmannsdorf bei Zwickau. 1915 wurde er staatlich angestellter Anstaltsgeistlicher in Hubertusburg/Wermsdorf, 1921 in der Königlich-Sächsischen Heil- und Pflegeanstalt in Arnsdorf. 1928 wechselte er in die Landesheil- und Pflegeanstalt Leipzig-Dösen. Er veröffentlichte mehrere Bücher und Aufsätze, in denen er Erkenntnisse der Psychiatrie für die Seelsorge fruchtbar zu machen versuchte.
Zum 1. Februar 1932 trat Knabe der NSDAP bei (Mitgliedsnummer 905.603) und gehörte auch zu den Deutschen Christen. In Publikationen unterstützte er 1934/35 die auf Grundlage des Gesetzes zur Verhütung erbkranken Nachwuchses durchgeführten Zwangssterilisationen. Ab November 1935 arbeitete er in dem zur Befriedung der kirchenpolitischen Konflikte eingesetzten Landeskirchenausschuss mit. 1936 trat er bei den Deutschen Christen aus und wechselte als Rektor der Diakonenanstalt Moritzburg wieder in den kirchlichen Dienst. Er wandte sich nun, sowohl in öffentlichen Vorträgen als auch in persönlichen Besuchen bei Parteiverantwortlichen, gegen das nationalsozialistische „Euthanasie-Programm“. Wegen seines Engagements wurde er am 22. April 1940 von der Gestapo vorgeladen und starb zwei Tage später an den Folgen einer Lungenentzündung.

## Familie
Knabe war seit 1911 mit der Pfarrerstochter Helene (Lena) geb. Rost verheiratet. Zu seinen neun Kindern gehört der Forstwissenschaftler und Grünen-Politiker Wilhelm Knabe. 
Einer seiner Enkel ist der Historiker Hubertus Knabe.

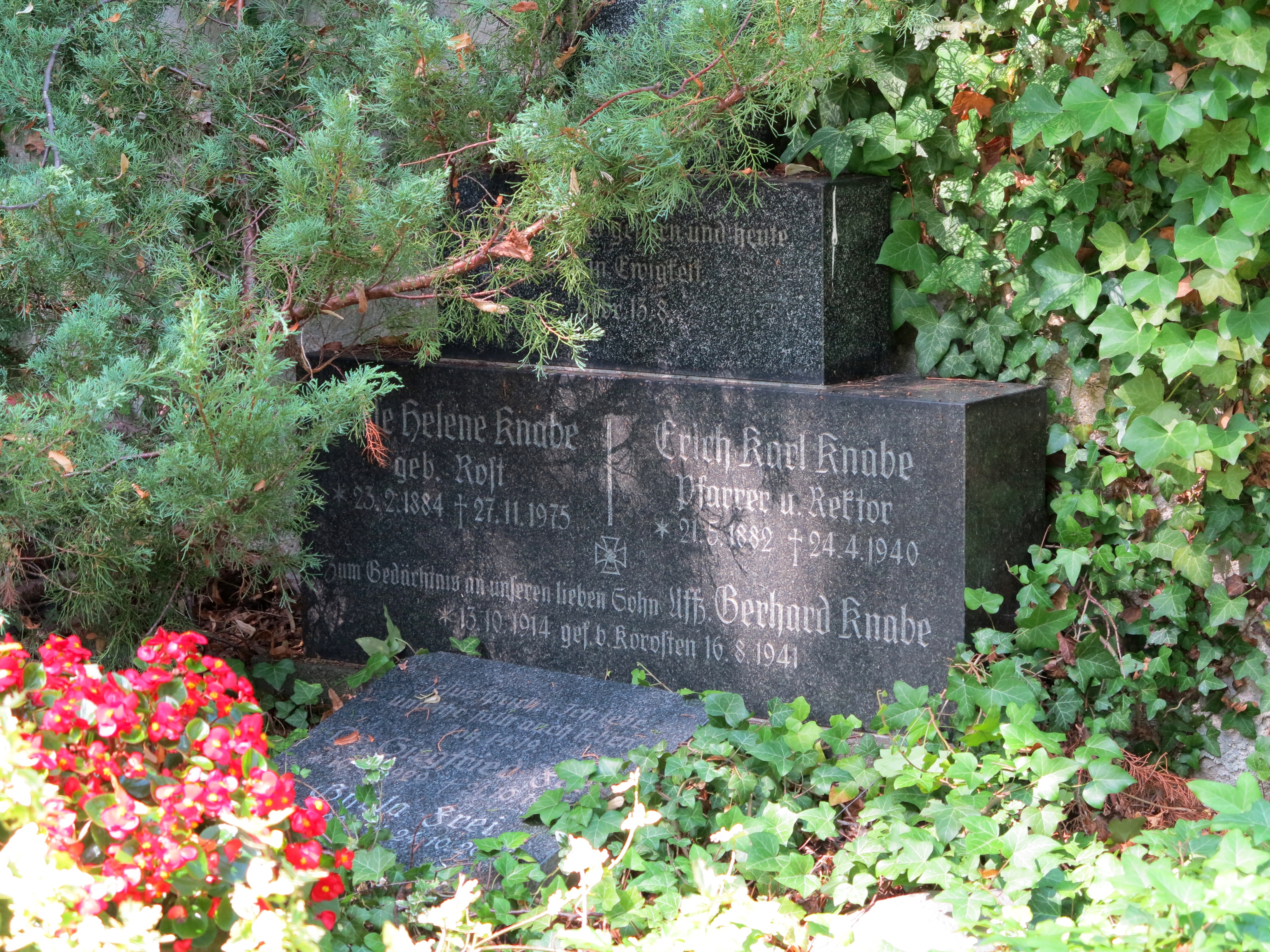
Grab von Pfr. Erich Knabe auf dem ev. Friedhof in Moritzburg an der Friedhofsmauer zum Kirchweg, Foto August 2025

## Schriften (Auswahl)
- Die sexuelle Frage und der Seelsorger. Bahn, Schwerin 1926.
- Psychiatrie und Seelsorge. Ein Wort aus der Praxis für die Praxis. Bahn, Schwerin 1929.